# 종교사학파
종교사학파(독일어: Religionsgeschichtliche Schule)란 1890년대 독일 괴팅겐 대학교를 중심으로 나타난 독일 개신교 신학자들의 신학 운동을 의미한다.

## 사상
소위 "텍스트 뒤의 세계"를 탐구하고자 고등비평을 적극적으로 채택했다.
고등 비평을 사용하여 "텍스트 뒤에있는 세계"를 이해하기 위해 고대 텍스트의 기원을 조사하는 비평의 한 분야이다. 그것은 기독교를 다른 종교와 비교하여 다른 종교들 가운데에서 하나의 종교로 간주하고 절대 진리에 대한 주장을 거부하고 다른 종교와 특성을 공유한다는 것을 보여준다. 기독교는 단순히 구약성서의 연속이 아니라 혼합주의이며 헬레니즘 유대교(필로)와 헬레니즘 종교인 신비 숭배와 영지주의에 뿌리를 두고 영향을 받았다고 주장한다.

## 일원
이 학파의 대표적인 학자들은  베른하르트 더함(1873), 알버트 아이크혼(1856-1926;1886), 헤르만 궁켈(1888), 요하네스 바이스(1888), 빌헬름 부셋트(1890), 알프레드 랄프스(1891), 에른스트 트뢸치(1891), 윌리엄 브레데(1891), 하인리히 핵크만(1893), 그리고 루돌프 오토(1898), 휴고 그레만(1902), 빌헬름 하이트뭘러(1902)가 있다. 칼 미르뱃(1888), 칼 클레멘(1892), 하인리히 바인엘(1899)과 젊은 시절의 폴 베르넬(1897)도 여기 분류된다. 루돌프 불트만이 3세대 종교사학자로 여겨지기도 한다.

## 같이 보기
- 영지주의
- 종교 고대 근동